# Star Valley Ranch
Pour l’article homonyme, voir Star Valley (Arizona).
Star Valley Ranch est une municipalité américaine située dans le comté de Lincoln au Wyoming. Lors du recensement de 2010, sa population est de 1 503 habitants.

## Géographie
Située dans l'ouest de la châine Wyoming (en), la municipalité s'étend sur 2,71 milles carrés (7,02 km2).

## Histoire
Star Valley Ranch se développe comme une communauté de retraités. Entre 2000 et 2005, la localité voit sa population doubler. Pour obtenir davantage de fonds pour ses infrastructures, les électeurs votent pour son incorporation en septembre 2005,.